# Москваріум
55°49′59″ пн. ш. 37°37′07″ сх. д. / 55.833055555556° пн. ш. 37.618611111111° сх. д.
Центр океанографії та морської біології «Москваріум» — діючий океанаріум, побудований у Москві на території ВДНГ і розташований біля павільйону «Космос».
Комплекс був побудований у рамках програми реставрації та комплексного розвитку ВДНГ

.
Відкритий 5 серпня 2015

Загальна площа комплексу складає 53 000 м².

## Опис

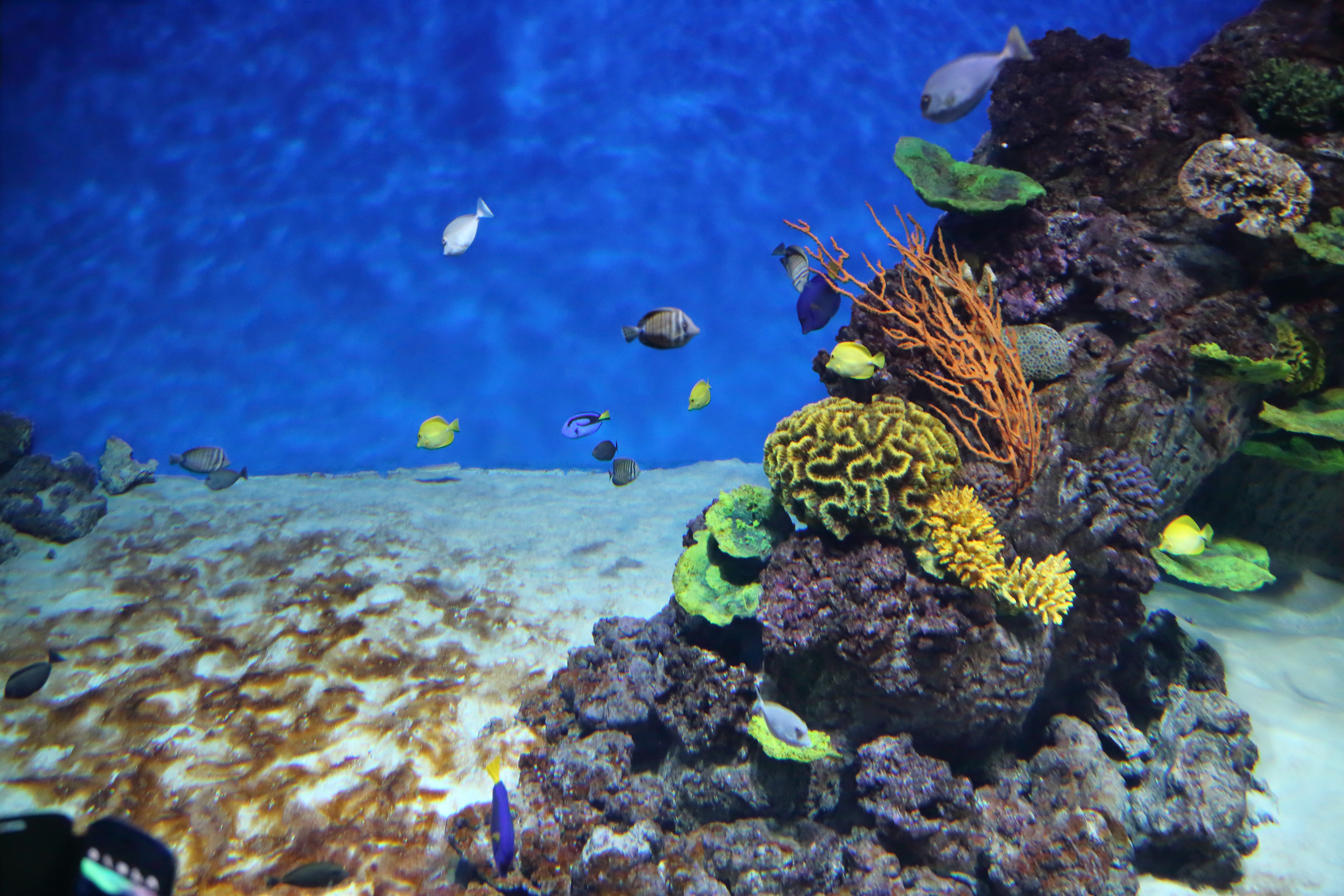
Акваріум у павільйоні «Москваріум», 2015 рік

Будівля загальною площею 53 000 м² має три зони: майданчик для акваріумів та водних шоу, а також центр плавання з дельфінами.
На нульовому поверсі розташовуються 80 акваріумів площею 12 000 м² із понад 600 видами різних риб та інших тварин.
Експозиція ділиться на тематичні зони: прісні та морські води Росії, водойми Південної Америки та Африки, рифова зала тощо.
Також у зоні акваріумів знаходиться контактний басейн, що дозволяє відвідувачам доторкнутися до тварин.
Одночасно виставку можуть відвідати 1200 осіб.

Зал для глядачів у зоні водних шоу вміщує до 2300 осіб. Для плавання з дельфінами відкрито сім басейнів.
Серед мешканців океанаріуму такі тварини: косатки, дельфіни, білухи, байкальські нерпи, акули, восьминоги, морські зірки, скати, мурени, різні водні рослини, актинії та корали, медузи, морські коники, крокодили, черепахи, ракоподібні й велика кількість морських та прісноводних риб
.
Загальний об'єм води в «Москваріумі» становить 25 000 м³.
Для запуску океанаріуму знадобилося понад 700 тонн морської солі з Японського та Охотського морів.
Для підтримки рівня солоності води щомісяця потрібно близько 80 тонн солі.
Вода та повітря очищаються за допомогою 47 інженерних систем.
Повний цикл очищення вода проходить за чотири години.
Хімічний склад, температура та інші параметри води контролюються автоматично

.
У центрі регулярно проводяться тематичні конференції з морської біології, у тому числі міжнародні, де з доповідями також виступають і співробітники океанаріуму
.